# Котяча змія кавказька
Котяча змія кавказька (Telescopus fallax) — вид змій родини полозових (Colubridae). Один із 14 видів роду. Поширений в Європі та Західній Азії. Мешканець гір, передгір'їв та прилеглих аридних рівнин. Умовно отруйна змія (реальної небезпеки для людини, як правило, не становить).  Описано 5 підвидів.
Інші назви: «європейська котяча змія», «середземноморська котяча змія».

## Опис
Змія середнього розміру, з тонким і струнким тілом. Довжина тіла (L. — довжина тіла від кінчика морди до клоаки) може сягати 81 см. Хвіст (L.cd.) відносно короткий: співвідношення  L./L.cd. складає 4,5—6,0. Тулуб дещо сплощений в латеральній площині. Голова велика, широка, різко відмежована від шиї. Очі середнього розміру, зіниці вертикальні. Зуби на верхньощелепній кістці поступово зменшуються в напрямі вглиб пащі; два задніх борозенчастих зуби значно більші за попередні зуби і відділені від них невеликим проміжком. Задні зуби є частиною отруйного апарату змії — через рани, нанесені цими зубами, у тіло жертви потрапляє отрута. Отруйні залози розташовані над верхніми щелепами позаду очей.

### Лускатий покрив
Тіло вкрите відносно гладенькою лускою. Навколо тулуба (G.) 19 лусок, рідко 21 або 22. Черевних щитків (Ventr.) 186—243, підхвостових (Scd.) — 35—75 пар. Анальний щиток розділений. 
Верхня сторона голови вкрита великими симетричними щитками. Ширина лобного щитка по лінії, що з'єднує центри очей, більш ніж у 2 рази перевищує ширину надорбітальноямкових щитків в цьому ж місці. Виличний щиток довгий й своїм звуженим заднім краєм торкається очей. Верхньогубних щитків 8, рідше 7 або 9, два з них торкаються ока. Скроневі щитки (Temp.) виражені слабо; взагалі вилична область голови вкрита лускою, яка нагадує луску тулуба. Задні нижньощелепні щитки відсутні бао виражені слабо.

### Забарвлення
Забарвлення верхньої сторони тіла світло-сірого, жовто-сірого або рожевуватого кольору. На спині вздовж хребта проходять в 1 рядок великі, часто косі, чорнуваті, буро-сірі або жовтувато-коричневі плями, між якими забарвлення трохи світліше, ніж на бічній поверхні тіла. Поперечні смуги або дрібніші плями розташовані з боків тулуба й у проміжках між спинними плямами. У деяких особин малюнок на тулубі частково або повністю відсутній. На одноколірній поверхні голови часто проглядається невелика темна пляма на межі поміж тім'яними щитками, темна смужка проходить від заднього краю ока до кута рота. Нижня поверхня голови біла. Черево світліше з численними темними цятками та крапочками, які нерідко зливаються одна з одною. 

## Поширення
Вид поширений на Балканському півострові, островах Егейського й Середземного морів, в Італії, Хорватії, Боснії та Герцеговині, Ірані, Іраку, Сирії, Лівані, Йорданії, Ізраїлі, Туреччині, Вірменії, Азербайджані, Грузії, зустрічається в Дагестані (Росія).

## Особливості біології
Населяє переважно гірські місцевості, зокрема кам'янисті схили, порослі розрідженою трав'янистою й чагарниковою рослинністю, узлісся гірських лісів, а також прилеглі напівпустелі.  Зустрічається на висоті до 1800 м над рівнем моря. Не уникає населених пунктів, де селиться на горищах і очеретяних покрівлях будинків, у тріщинах глинобитних та кам'яних стін і огорож, у виноградниках і садах. Як сховища використовує нори риючих тварин і скупчення каміння.
Рідкісна змія. У Закавказзі за денну екскурсію в типових біотопах можна зустріти не більше 3-х особин.
Активність змішана (денна та нічна), але в спекотну пору року зустрічається лише в сутінки та нічний час. Виходить із зимівлі на початку — у середині березня і активна до жовтня. Добре лазить по деревах, чагарниках, скелях й стінах будинків. 
Котяча змія кавказька належить до яйцекладних змій. Самиця наприкінці червня — на початку липня відкладає 6—9 яєць розміром 10—13 × 27—35 мм. Молоді змії з'являються у вересні.
Живиться переважно ящірками (агамами, ящірками, ящурками, геконами, змієголовками тощо), а також гризунами  і горобиними птахами.

## Охорона
Стан більшості природних популяцій виду в межах ареалу залишається більш-менш стабільним. Саме тому він, згідно з Червоним списком МСОП, отримав охоронний статус «відносно благополучний вид». Але в окремих регіонах спостерігається тенденція до зниження чисельності популяції виду, що потребує запровадження охоронних заходів. Тому, котяча змія кавказька занесена до Додатку II Бернської конвенції (охоронна категорія: вид підлягає особливій охороні), а також охороняється Директивою Європейського Союзу 92/43/ЄС «Про збереження природних оселищ та видів природної фауни і флори» (Додаток IV. Види рослин і тварин, що становлять особливий інтерес для Європейського Союзу, які потребують суворих заходів охорони). У різні роки вид занесений до Червоних книг Вірменії та Росії.

## Систематика
Один із 14 видів роду котячих змій (Telescopus). Станом на 2025 рік описано 5 підвидів:
- Telescopus fallax fallax;
- Telescopus fallax cyprianus;
- Telescopus fallax iberus;
- Telescopus fallax pallidus;
- Telescopus fallax syriacus.